# John O'Keefe
John O'Keefe (Nueva York, 18 de noviembre de 1939) es un neurocientífico y psicólogo británico-estadounidense.
En 2014 fue galardonado con el Premio Nobel de Fisiología o Medicina, compartido con Edvard Moser y May Britt, «por sus descubrimientos de células que constituyen un sistema de posicionamiento en el cerebro». Es director del Sainsbury Wellcome Centre in Neural Circuits and Behaviour de la University College de Londres.